# Natalia Chávez
Natalia Chávez (ur. w styczniu 1995) – boliwijska lekkoatletka, oszczepniczka.
Jedenasta zawodniczka mistrzostw Ameryki Południowej kadetów (2012). Złota medalistka mistrzostw kraju.

## Rekordy życiowe
- rzut oszczepem – 42,13 (2013) rekord Boliwii